# Michele Motta
Michele Motta (* 12. September 1921 in Oreno di Vimercate; † 25. März 1980 in Lissone) war ein italienischer Radrennfahrer.

## Sportliche Laufbahn
Motta war im Straßenradsport aktiv. Als Amateur gewann er die Trofeo Baracchi 1941 vor Mario Spinazzi, die Coppa del Re 1942 und 1945. Die Coppa San Geo gewann er 1945, den Giro del Lazio 1947. 1945 wurde er Vizemeister im Straßenrennen der Amateure. 
Von 1946 bis 1949 war er Unabhängiger und Berufsfahrer. 1944 siegte er in der Trofeo Baracchi vor Aldo Baito, 1945 vor Gelsomino Locatelli. 1947 wurde er Zweiter. In der Coppa Bernocchi 1944 wurde er ebenfalls Zweiter. Dritte Plätze holte Motta 1946 in der Lombardei-Rundfahrt, 1947 im Giro dell’Appennino und im Gran Premio Industria e Commercio di Prato.
Den Giro d’Italia bestritt er zweimal.  1946 und 1947 beendete er die Rundfahrt nicht.